# ناحیه درقینه
ناحیه درقینه (به عربی: دائرة درقینة) یک ناحیه در الجزایر است که در استان بجایه واقع شده‌است.